# Bill Whelan
Bill Whelan (Limerick, 22 mei 1950), is een Ierse musicus en componist.

## Loopbaan
Whelan was producer bij U2, Van Morrison, Kate Bush en Patrick Street en speelde bij verschillende bands op keyboards en piano. Hij trad op met Planxty, en Patrickstreet. Na een solo-loopbaan begon hij in 1995 te componeren voor Riverdance. Deze band toerde met tachtig dansers in 1995 door Amerika, Europa en Australië. Hij werkte met Des Moore, Philip Begley, Liam O'Flynn, Máirtin O'Connor, Tom Hayes, Noel Eccles, Nollaig Casey, Andrew Boland, en Robert Gass. Hij produceerde de cd's met Ierse traditionele muziek voor onder andere Andy Irvine, Stockton's Wing, Davy Spillane
en de Bulgaars/Ierse band, East Wind. 

## Discografie
- The Seville Suite - 1992
- Eastwind - 1992
- Some Mother'Son - 1996
- Roots of Riverdance - 1997
- Dancing at Lughnasa - 1998
- Riverdance on Broadway - 2001
- Riverdance, Music from the Show - 2002
- Riverdance - 10th Anniverary - 2005

### Dvd
| Dvd's met hitnoteringen in de DVD Top 30 | Datum van verschijnen' | Datum van binnenkomst | Hoogste positie | Aantal weken | Opmerkingen |
| ---------------------------------------- | ---------------------- | --------------------- | --------------- | ------------ | ----------- |
| Riverdance - Live from Geneva            | 2002                   | 21-12-2002            | 24              | 1            |             |
| The best of riverdance                   | 2005                   | 29-01-2005            | 29              | 1            |             |

- Bibsys: 4007933
- Biblioteca Nacional de España: XX1306965
- Bibliothèque nationale de France: cb13976747m (data)
- CiNii: DA12487117
- Gemeinsame Normdatei: 134969847
- International Standard Name Identifier: 0000 0000 5939 9432
- Library of Congress Control Number: no98065719
- Nationale Bibliotheek van Letland: 000066855
- MusicBrainz: a76bac9c-903a-4be7-8046-debf58de2ee9
- Bibliotheek van het Japanse parlement: 001116343
- Nationale Bibliotheek van Israël: 987007319421005171
- Nederlandse Thesaurus van Auteursnamen: 181520443
- Système universitaire de documentation: 158936108
- Virtual International Authority File: 76508664
- WorldCat: E39PBJp67Ct4DQQ4K4RCtYFVG3